# Moe Howard
Moses Harry Horwitz, mais conhecido como Moe Howard (Nova Iorque, 19 de junho de 1897 — Los Angeles, 4 de maio de 1975), foi um ator e comediante americano mais conhecido como o líder dos  Three Stooges (Os Três Patetas, no Brasil; Os Três Estarolas, em Portugal), grupo cômico que estrelou em filmes e na televisão por mais de quatro décadas. Moe tinha 4 irmãos, sendo que destes, dois se tornariam integrantes dos Três Patetas: Curly Howard e Shemp Howard. Os outros dois irmãos, Jack e Irving, nunca se envolveram com o show business. Moe foi dublado no Brasil pelo também falecido Borges de Barros.

## Infância
Moses Harry Horwitz nasceu em 19 de junho de 1897 no bairro de Bensonhurst, no Brooklyn, na cidade de Nova York. Ele foi o quarto filho nascido do casal Solomon Horwitz e Jennie Gorovitz, todos de ascendência judaica lituana. Adquiriu o nome artístico Moe Howard.
Moe, desde criança, era um menino muito inteligente e possuía uma grande memória, que logo aplicaria em sua carreira, memorizando falas rapidamente. Seu irmão mais velho Jack lembrava que ele gostava muito de ler: "Eu tinha muitos livros de Horatio Alger, e Moe tinha o maior prazer de lê-los. Eles entraram em sua mente imaginativa e lhes deram muitas idéias. Eu acho que eles foram essenciais em seus pensamentos. Entraram em sua cabeça, tornando-o uma pessoa de bom caráter e bem sucedida".
Durante a infância, sua mãe se recusava a cortar o seu cabelo, deixando-o crescer até o ombro. Por fim, Moe, que já não aguentava mais as provocações dos seus colegas de escola, se escondeu no quintal de sua casa, onde ele, sozinho, cortou seu próprio cabelo. Moe, então, estava com tanto medo que sua mãe ficasse chateada com seu novo penteado, que se escondeu na casa por várias horas, causando pânico na família. Quando finalmente apareceu, sua mãe ficou tão contente de encontrá-lo que nem mencionou o corte de cabelo. Assim nascia o seu famoso penteado em forma de "tigela" que se tornaria sua marca registrada.
Seu primeiro contato com o teatro foi ainda em sua fase da escola, quando ele dirigiu e estrelou um pequeno trabalho. Moe, desde muito jovem, se viu atraído pelo teatro e com isso, acabava faltando na escola, para que pudesse representar durante a semana. Apesar do seu declínio na frequência, Moe se formou na P.S. 163 do Brooklyn, mas deixou a Erasmus Hall High School depois de apenas dois meses, terminando assim sua educação formal. Nesta altura, os seus pais não aprovaram a decisão de seu filho. Para agradá-los, ele iniciou um curso de  eletricista, mas depois desistiu após alguns meses, para que pudesse prosseguir com sua carreira no teatro.

## Início da Carreira
Em 1909, Moe conseguiu entrar para o mundo do cinema, sendo contratado como um garoto de recados nos estúdios da Vitagraph. Sua insistência para ser autorizado a atuar permitiu-lhe começar sua carreira de ator aparecendo em filmes adicionais comerciais, com grandes artistas da era do cinema mudo: John Bunny, Flora Finch, Earle William, Herbert Rawlinson e Walter Johnson. Contudo, um incêndio em 1910 destruiu a maioria dos filmes produzidos por lá e, com eles, a maioria dos primeiros trabalhos de Moe. Foi também em 1909, que Moe conheceu Charles Ernest Lea Nash (mais tarde conhecido como Ted Healy), se tornando bons amigos, e no verão de 1912 se juntaram ao espetáculo aquático de Annette Kellerman como as "meninas mergulhadoras". Permaneceram nesse trabalho apenas aquele verão, quando um dos dançarinos morreu em um acidente.
Moe continuou seguindo com sua carreira atuando em bares e outros centros de entretenimento em diferentes partes dos Estados Unidos, onde iniciou a parceria com seu irmão mais velho Shemp. Com o passar dos anos, era difícil ver Moe separado de Shemp, seja trabalhando em pequenas tarefas ou se divertindo juntos, até que perceberam que a única coisa importante para eles era o teatro. No dia em que Moe e Shemp estrearam no teatro o dueto "Howard e Howard", o último número a ser visto após vinte artistas terem se apresentado por lá, apenas uma única pessoa os aplaudiu de pé e com lágrimas nos olhos: o pequeno Curly.

## Ted Healy e os Patetas (1922-1934)
Com o passar dos anos, eles continuaram atuando em espetáculos ocorridos nos teatro de Vaudeville. Em 1922, Moe e Shemp se encontraram novamente com Ted Healy, que representava um número teatral com o nome de Ted Healy and his Racketeers. Healy já havia feito seus primeiros sucessos de público, desde então. Em 1922, Moe juntamente com Healy e com o irmão Shemp, deu forma ao grupo Ted Healey and His Stooges, que durou com algumas interrupções, quase 10 anos. Este foi o início da carreira de Moe como um "Stooge". 
Em 1925, Larry Fine juntou-se ao grupo. Larry, além de se tornar um grande amigo de Moe, também foi nos anos seguintes, o eterno parceiro que se manteve com ele até o fim de sua carreira. Em 7 de junho de 1925, Moe casou-se com Helen Schonberger. No final de 1926, sua esposa alegou que Moe deixasse o trabalho de ator para passar mais tempo com a família. Ele concordou e com isso o grupo foi desfeito. Moe ficou trabalhando por um tempo no mercado imobiliário, além de outros empregos, sem muito sucesso. Moe abandonou Healy em 1927, o ano do nascimento de sua primeira filha, Joan Howard.
Após dois anos de ausência, o grupo voltou a atuar com Healy em 1929 para realizar uma peça na Broadway conhecida como  "A Night in Venice". No ano seguinte, Ted Healy e seus Patetas conseguiram um contrato com a Fox Films (mais tarde, renomeada para 20th Century Fox) onde fizeram sua primeira aparição no cinema no filme Soup to Nuts (1930). A formação que aparece nesse primeiro filme consistia em Healy e mais quatro Patetas ao invés de três: Moe (anunciado como "Harry Howard"), Shemp, Larry, e Fred Sanborn (este último, tinha feito parte da trupe de Healy desde janeiro de 1929, como um dos Patetas em ""A Night in Venice"").
No entanto, após um desentendimento, Moe, Larry e Shemp deixaram Healy e resolveram atuar por conta própria como "Howard, Fine & Howard", e em 28 de agosto de 1930, eles estrearam seu número no L.A.'s Paramount Theatre. Juntos, eles atuaram no espetáculo de Vaudeville de RKO, onde ficaram por quase dois anos. Em julho de 1932, Moe, Larry e Shemp foram abordados por Healy para se juntar a ele para seu novo espetáculo. No entanto, devido as divergências com Healy, Shemp tinha abandonado o grupo para iniciar uma carreira solo. Shemp seguiu para Vitaphone Studios no Brooklyn, em maio de 1933, onde permaneceu por quase quatro anos.
Após a partida de Shemp, Moe sugeriu adicionar ao grupo seu irmão mais novo Jerome (chamado de "Babe" por Moe e Shemp).  Healy originalmente não aprovou Jerry, mas este, estava tão ansioso em participar do grupo que raspou sua cabeça e seu bigode em questão de segundos e voltou totalmente careca. Healy então, finalmente contratou Jerry, que assumiu o nome artístico de "Curly". O novo trio formado por Moe, Larry e Curly estreou com Ted em um espetáculo no dia 27 de agosto de 1932.
No início de 1933, durante aparições em Los Angeles, Healy e os Patetas foram contratados pela Metro-Goldwyn-Mayer como atores comediantes para animarem os longas-metragens e curtas-metragens com suas palhaçadas. Depois de algumas aparições nos filmes da MGM, Healy decidiu seguir carreira como um comediante solo. Os Patetas, por sua vez, não reclamaram dessa dissolução porque, de certa forma, também tinham conseguido se tornar bem conhecidos nessa época e já não necessitavam mais da liderança de Healy, que outrora era bastante conhecido, acabará se tornando um alcoólatra.

## Os Três Patetas (1934-1957)
Com Healy seguindo sua própria carreira em 1934, os Patetas Moe, Larry e Curly (agora renomeados como Os Três Patetas) assinaram um complexo contrato com a Columbia Pictures, onde permaneceram (com algumas modificações no grupo) até dezembro de 1957, produzindo 190 curtas de comédia. Moe e Larry foram os únicos Patetas que permaneceram fixos no trio desde o primeiro episódio (Woman Haters, 1934) até o último (Sappy Bull Fighters, 1959). Os curtas dos Três Patetas eram muito populares no cinema e a fama deles alcançou o seu auge nos anos 30 e 40, com destaque para o curta Men in Black (1934), que foi o único filme do trio, que seria indicado para um Óscar, na categoria de "Melhor Curta-metragem de Comédia".
Com o início da Segunda Guerra Mundial, os Três Patetas lançaram alguns filmes que satirizaram o aumento dos poderes do Eixo: You Nazty Spy! (1940) e sua sequência I'll Never Heil Again (1941). Em You Nazty Spy!, Moe interpretou "Moe Hailstone", um personagem parecido com Adolf Hitler, satirizando os nazistas, em uma época em que a América ainda mantinha sua política de neutralidade. De acordo com o Internet Movie Database, You Nazty Spy! foi o primeiro filme de Hollywood a satirizar Hitler, fazendo de Moe Howard, o primeiro ator americano a interpretar o famoso ditador alemão. O filme foi lançado nove meses antes do popular filme de Charlie Chaplin, The Great Dictator, que começou a ser filmado em setembro de 1939. You Nazty Spy! foi filmado entre 5 à 9 de dezembro de 1939.
A combinação de Moe, Curly e Larry é tida por muitos fãs e críticos, como a melhor formação do grupo. Porém, em 1946, durante as filmagens de Half-Wits Holiday (1947), Curly sofreu um derrame cerebral e teve de encerrar sua carreira, não podendo assim, mais estrelar nenhum filme com Moe e Larry. Embora Moe tenha lhe fornecido a melhor assistência médica para que seu irmão mais novo se recuperasse, Curly teve de ser substituído definitivamente por seu irmão Shemp, que voltou para o grupo em 1947, a pedido de Howard. Com o passar dos anos, Curly sofreu uma série de derrames que o levaram à morte, em 1952.
Porém, os curtas dos Três Patetas ainda continuaram sendo populares nos anos 50. Contudo, Shemp sofreu um infarto em 1955 e acabou morrendo inesperadamente. Moe tentou acabar com a série depois da morte de seu irmão, mas o pedido foi recusado por Harry Cohn, o diretor da Columbia. Moe e Larry ainda eram contratados da Columbia e não tinham direitos autorais sobre a obra. Além disso, mesmo estando morto, o mesmo valia para Shemp, que acabou sendo substituído pelo ator Joe Palma, para cumprir os últimos 4 curtas em que aparece o seu nome. Moe, então, propôs não substituírem Shemp e transformarem o grupo em Os Dois Patetas, com apenas ele e Larry, mas também foi recusado. Por fim, a Columbia havia contratado Joe Besser, ator e comediante, para se tornar o substituto oficial de Shemp, na nova temporada de curtas que se iniciou em 1956.
Joe, Larry e Moe filmaram 16 curtas até dezembro de 1957. Pouco antes da morte de Cohn em fevereiro de 1958, a produção de curtas dos Três Patetas chegou ao fim. Moe teria sido barrado por um guarda, quando tentava voltar ao estúdio para se despedir de alguns colegas, por não ter seu visto mais autorizado. Para manter-se ocupado, Moe foi contratado por Harry Romm, como produtor associado. Moe ainda fez algumas aparições individuais em pequenos papéis, como um motorista de táxi em Space Master X-7 (1958).

## Retomada da Carreira (1959-1970)
Felizmente para os Patetas, a Columbia vendeu os curtas-metragens do grupo para a televisão, na sua subsidiária 
Screen Gems. Com isso, os Três Patetas rapidamente ganharam um novo público formado por jovens fãs. Sempre agindo como o empresário do grupo, Moe criou uma nova formação em que ele e Larry atuariam com o ator e comediante Joe DeRita (apelidado de "Curly Joe" por causa de sua vaga semelhança com Curly Howard e para diferenciá-lo de Joe Besser) como o novo "terceiro Pateta". DeRita, assim como Shemp Howard e Joe Besser, também tinha uma carreira solo e estrelado anteriormente em outros filmes de comédia. O novo trio atuou em seis filmes de longa-metragem.
Durante esses anos, Moe tentou persuadir a Columbia Pictures para lhe vender os direitos dos curtas dos Três Patetas. A Columbia praticamente riu de sua oferta. Não era de se admirar, afinal o estúdio ganhou centenas de milhões de dólares desde os filmes mais antigos, e o dinheiro continuou aumentando com o passar dos anos. Cada um dos Patetas conseguiu menos de meio milhão de dólares no total, durante o período de 24 anos em que eram funcionários do estúdio. Hoje, a maioria das grandes estrelas de TV ganham mais do que isso em poucos meses.
Moe, Larry e Curly Joe continuaram com sua carreira fazendo aparições ao vivo, e participando de inúmeros programas de televisão. Contudo, no final da década de 1960, todos eles se encontravam em uma idade onde já não poderiam mais se arriscarem com ferimentos graves, na execução de sua clássica comédia pastelão. Moe tinha se aposentado em meados daquela década, embora ele ainda tenha atuado em papéis menores como nos filmes Don't Worry, We'll Think of a Title (1966) e Doctor Death: Seeker of Souls (1973), bem como várias aparições no programa de televisão The Mike Douglas Show, durante a década de 1970. Em um dos episódios de Mike Douglas, Moe, penteou seu cabelo em um estilo diferente e fez uma aparição surpresa durante uma entrevista de um escritor de um livro dedicado ao trio. Quando o público teve a oportunidade de perguntar ao escritor sobre pessoas famosas, Howard disfarçado perguntou: "O que aconteceu com os Três Patetas?" Finalmente reconhecido por Douglas, Moe penteou seu cabelo em seu estilo de marca registrada.

## Anos Finais (1971-1975)
Os Patetas tentaram fazer um filme em 1969 chamado Kook's Tour, que era essencialmente um documentário de Moe, Larry e Curly-Joe fora de seus personagens, excursionando pelos EUA, e reunindo-se com seus fãs. Foi originalmente concebido como o piloto para uma série de televisão. Mas a produção foi repentinamente interrompida quando, em 1970, Larry sofreu um grande derrame cerebral durante as filmagens, paralisando totalmente o lado esquerdo de seu corpo. Larry faleceu em 1975. Kook's Tour foi reeditado e lançado em uma versão de 52 minutos em 1970. Após o derrame de Larry, Moe tentou substituí-lo pelo ator coadjuvante Emil Sitka.
Na sequência, o neto de Moe, Jeffrey [Maurer] Scott, escreveu um roteiro para um filme intitulado Make Love, Not War. Moe, Emil e Curly-Joe atuariam como prisioneiros na Segunda Guerra Mundial. O filme teria sido um ponto de partida para reviver o humor típico dos Stooges, com muitas cenas de violência, mas a produção não avançou além do estágio de roteiro por insuficiência de fundos.
Em 1974, em um tentativa de reviver os Três Patetas, Curly-Joe convidou Paul "Mousie" Garner (no papel de terceiro Pateta) para se juntar a eles em uma série de apresentações em teatros. A esposa de Moe, no entanto, se recusou a permitir que seu marido, já com 76 anos, participasse de um número que poderia, eventualmente, prejudicar sua saúde. Curly-Joe, então,  recrutou outro veterano dos teatros de Vaudeville, Frank Mitchell e criou um novo grupo denominado "The New Three Stooges". Mas, suas aparições eram um tanto escassas e não alcançaram o mesmo sucesso do trio original, resultando no fim desse novo grupo.
Antes da morte de Larry, os Patetas foram contratados para estrelarem um filme conhecido como Blazing Stewardesses. Originalmente, Moe e Curly Joe iriam contracenar com Larry, que iria participar em uma cadeira de rodas. Depois que Larry morreu, o papel de terceiro Pateta passou a ser de Emil Sitka que atuaria como "Harry, o irmão de Larry". A equipe posou para algumas fotos publicitárias como divulgação do filme. Diversas ideias do filme foram consideradas. No entanto, Moe adoeceu uma semana antes das filmagens, tornando-se inconcebível a continuação do filme sem sua presença. Posteriormente, os Ritz Brothers substituíram os Três Patetas e realizaram o filme no lugar do grupo.

## Morte
Moe faleceu de câncer de pulmão aos 77 anos de idade, em 4 de maio de 1975, no hospital Cedars-Sinai Medical Center, em Los Angeles, onde ele havia sido internado uma semana antes, em abril, pouco mais de três meses após a morte de Larry Fine. Ele era um fumante compulsivo durante a maior parte de sua vida adulta. Moe foi enterrado em uma cripta ao ar livre no Hillside Memorial Park Cemetery, Culver City, Condado de Los Angeles, Califórnia nos Estados Unidos. Helen faleceu de um ataque cardíaco mais tarde naquele ano em 31 de outubro de 1975, aos 75 anos e foi enterrada na cripta ao lado dele à direita. Na época de sua morte, Moe estava trabalhando em sua autobiografia intitulada I Stooged to Conquer. Foi lançada dois anos após sua morte, em 1977, por sua filha com o nome Moe Howard and the Three Stooges.

## Vida Pessoal
Em 7 de junho de 1925, Moe se casou com Helen Schonberger, prima do mágico Harry Houdini. No ano seguinte, Helen pressionou Moe para deixar o palco, pois estava grávida e queria ele mais perto de casa. Moe abandonou Ted Healy em 1927, ano do nascimento de sua primeira filha, Joan Howard, que, em 1977, iria completar o livro biográfico escrito por seu pai. Com isso, o grupo foi desfeito. Seu outro filho, Paul Howard, nasceu em 1935. Moe tentou ganhar a vida em uma sucessão de trabalhos "normais", os quais nenhum foi bem sucedido e ele, junto com seus dois companheiros, logo voltariam a trabalhar com Healy. 
Com a partida de Healy em 1934, Moe Howard assumiu o papel anterior de Ted como o líder de humor agressivo dos Três Patetas: um valentão de temperamento curto, propenso a violências contra os outros dois Patetas. Mas, apesar de seu comportamento aparentemente cruel para com seus amigos, Moe também era muito amigo deles e os protegia, mantendo os outros dois fora de encrenca. E, caso acontecesse, fazia o que fosse preciso para salvá-los. Apesar de ser o líder e também o mais inteligente, não era muito difícil vê-lo em situações cômicas. 
Moe enfatizou em seu livro lançado em 1977, que os aspectos mal-humorados de seu personagem na tela, não refletiam sua personalidade real: um homem sereno, sentimental e generoso tanto na vida familiar como na amizade. A diferença do Moe da vida real é ainda mais evidente, se ele for comparado com os seus parceiros de tela: Larry era um jogador inveterado e Curly tinha se tornado um alcoólatra. 
Moe também se vangloriou por ser um empresário perspicaz que investia sabiamente o dinheiro conseguido, durante sua carreira cinematográfica. Contudo, os Patetas não receberam royalties subseqüentes de qualquer um de seus muitos curtas. Cada um recebeu um valor fixo para atuar, mas a Columbia que é a proprietária dos direitos autorais, foi a que mais lucrou depois disso. Larry Fine, porém, na década de 1970, disse que a Columbia permitia que os Três Patetas fizessem turnês quando não estavam filmando, em troca de meio salário durante esses meses. Larry indicou que os lucros das turnês eram maiores que o que seus salários anuais.
Durante toda a carreira dos Três Patetas, Moe foi o coração e a alma da trupe, agindo tanto como sua principal força criativa quanto como seu empresário.
Sua comédia favorita dos Três Patetas era You Nazty Spy!

## Legado
- Moe e os Três Patetas ganharam uma estrela na Calçada da Fama de Hollywood, em 30 agosto de 1983.
- Winifred "Winnie" Sanderson personagem de Bette Midler no filme da Disney, Hocus Pocus, foi inspirada em Moe, especialmente na prepotência.
- Moe foi interpretado por Paul Ben-Victor no filme The Three Stooges (2000), sobre os Três Patetas, no ano 2000, que mostrou os anos de sucesso do trio no show business e suas vidas fora da tela.
- Em 2012, os Irmãos Farrelly lançaram o filme The Three Stooges, com Chris Diamantopoulos interpretando Moe. Skyler Gisondo interpretou o jovem Moe.
- No filme da Pixar Studios, WALL-E, um pequeno robô de limpeza que possui um visivelmente pavio curto é chamado de "Mo".

## Livros recomendados
- Moe Howard and the Three Stooges; by Moe Howard, (Citadel Press, 1977).
- The Columbia Comedy Shorts; by Ted Okuda with Edward Watz, (McFarland, 1986).
- The Complete Three Stooges: The Official Filmography and Three Stooges Companion; by Jon Solomon, (Comedy III Productions, Inc., 2002).
- The Three Stooges Scrapbook; by Jeff Lenburg, Joan Howard Maurer, Greg Lenburg (Citadel Press, 1994).
- The Three Stooges: An Illustrated History, From Amalgamated Morons to American Icons; by Michael Fleming (Broadway Publishing, 1999).
- One Fine Stooge: A Frizzy Life in Pictures; by Steve Cox and Jim Terry, (Cumberland House Publishing, 2006).